# Kerkhof van Bovekerke
Het Kerkhof van Bovekerke is een gemeentelijke begraafplaats in het Belgische dorp Bovekerke, een deelgemeente van Koekelare. Het kerkhof ligt in het dorpscentrum rond de Sint-Gertrudiskerk en is gedeeltelijk omgeven door een draadafsluiting en een haag. Aan de westkant bestaat de toegang uit een gekanteelde bakstenen boogpoort. 
Voor de kerk staat een gedenkzuil ter nagedachtenis van de burgerlijke en militaire slachtoffers uit de Eerste Wereldoorlog en Tweede Wereldoorlog. 
In 1931 werden meer dan 30 Duitse soldaten naar de Duitse begraafplaats in Vladslo overgebracht.
Het kerkhof werd in 2010 als Bouwkundig Erfgoed geklasseerd.

## Brits oorlogsgraf
Op het kerkhof ligt het graf van een Britse onbekende militair die als piloot dienst deed bij het Royal Flying Corps (later Royal Air Force). Hij sneuvelde op 15 september 1917. Leden van de Archeologische Kring Spaenhiers VZW. zouden in 2007 na grondig speurwerk de identiteit van het slachtoffer achterhalen. Het zou gaan om sergeant William Harold Roebuck. Op de website van de Commonwealth War Graves Commission is echter nog geen melding gemaakt van deze identificatie. Zijn graf wordt onderhouden door de Commonwealth War Graves Commission en staat er genoteerd als Bovekerke Churchyard.